# زمانی در سارساپاریلا
زمانی در سارساپاریلا (انگلیسی: The Season at Sarsaparilla) نمایش‌نامه‌ای اثر پاتریک وایت محصول سال ۱۹۶۲ است.